# Nicrophorus defodiens
Nicrophorus defodiens là một loài bọ cánh cứng trong họ Silphidae được miêu tả bởi Mannerheim in 1846.